# René Nicolaï
René Nicolaï ist eine belgische Baumschule, die eine der wichtigsten europäischen Lieferanten für Apfelunterlagen ist. Die Baumschule vermarktet pro Jahr 1,2 Millionen Stück patentgeschützter M9-Klone und 1 Million Stück Obstbäume. Davon sind 70 % Apfelbäume, 20 % Birnen und 10 % Kirschen.